# Pierre Vincent (basket-ball)
Pour les articles homonymes, voir Pierre Vincent et Vincent.
Pierre Vincent, né le 17 avril 1964 à Brioude (Haute-Loire), est un entraîneur français de basket-ball. Après avoir entraîné des équipes de jeunes au sein de la fédération, il prend la tête de l'équipe féminine professionnelle du Bourges Basket de 2003 à 2011, obtenant de nombreux trophées, dont quatre titres de champion de France. Il rejoint ensuite le club masculin de Villeurbanne, puis Orléans Loiret Basket, avant de retrouver le basket-ball féminin au Famila Schio puis à l'ASVEL.
En parallèle de sa carrière en club, il est nommé sélectionneur de l’équipe de France féminine, poste qu'il occupe jusqu'en août 2013. il remporte le championnat d'Europe 2009 en Lettonie contre la Russie, la médaille de bronze de cette compétition deux ans plus tard, puis il atteint la finale des Jeux olympiques d'été de 2012 à Londres, contre les États-Unis où les Françaises remportent la médaille d'argent. En 2013, il conduit l'équipe de France à une nouvelle médaille internationale, l'argent lors du championnat d'Europe 2013 disputé en France.

## Biographie

### Débuts
Il est formé aux Bleuets d'Illats (Gironde) dont son père a été président durant 44 ans. Il occupe tout d'abord des fonctions au sein du basket-ball fédéral, notamment en occupant le poste de Conseiller technique régional (CTR) en Poitou-Charentes. 
Il occupe ensuite des postes au sein des équipes de France de jeunes. C'est ainsi qu'il est l'entraîneur de l'équipe de France junior qui remporte la médaille d'or au Championnat d'Europe junior 2000 à Zadar, équipe qui possède dans ses rangs Tony Parker, Boris Diaw, Ronny Turiaf, Mickaël Piétrus ou Yakhouba Diawara.

### Bourges (2003-2008)
Il arrive au club de Bourges Basket à l'issue de la saison 2002-03. Le club, quatrième du dernier Final Four de l'Euroligue féminine de basket-ball 2002-2003, voit ses cadres arrêter leur carrière comme Yannick Souvré ou rejoindre d'autres clubs comme Ilona Korstine ou Cathy Melain.
Il rebâtit le club en s'appuyant sur de jeunes joueuses, telles que Céline Dumerc ou Élodie Godin. Bien que souffrant de la domination du club de Valenciennes sur le basket-ball français, Bourges remporte ses premiers titres de l'ère Vincent en 2005 avec la Coupe de France. La saison 2005-2006 voit Bourges renouer avec le titre de champion de France, remportant également le Tournoi de la Fédération.
La saison suivante, Bourges retrouve le Final Four de l'Euroligue, battu par le club espagnol de Valence en demi-finale. En France, Bourges subit la loi de Valenciennes lors de la finale du championnat de France. La victoire dans le tournoi de la Fédération lui assure toutefois une nouvelle participation pour l'Euroligue de l'année suivante.
La saison 2007-2008 voit le club de Bourges atteindre pour la huitième fois le stade du Final Four, la deuxième participation consécutive sous la direction de Pierre Vincent. Le club échoue en prolongation de la demi-finale face au club de Brno qui évolue à domicile, puis lors du match pour la troisième place face au club russe d'UMMC Ekaterinbourg.

### Bourges et équipe de France (2008-2011)
Le 12 février 2008, il est nommé entraîneur de l'équipe de France féminine, en remplacement de Jacky Commères dont il avait été l'adjoint. Celui-ci avait démissionné de son poste après le championnat d'Europe 2007 où la France, avec une huitième place, a échoué dans son objectif de se qualifier pour les jeux olympiques de 2008. Sa tâche aux commandes de celle-ci ne s'annonce pas facile : les « anciennes » Audrey Sauret-Gillespie et Sandra Le Dréan ont annoncé leur retraite internationale, tandis que Sandrine Gruda et Edwige Lawson-Wade ont elles annoncées leur désir de faire l'impasse cette saison sur l'équipe de France pour privilégier la saison WNBA.
Malgré tout l'équipe de France se qualifie pour le championnat d'Europe 2009 en Lettonie. Sandrine Gruda revient pour ce Championnat d'Europe et Cathy Melain, qui joue sa dernière saison professionnelle, fait son retour en équipe de France, à la suite d'une demande de son entraîneur de Bourges, qui voulait l'intégrer au groupe. À la surprise générale, cette équipe, « Les Braqueuses », comme elles se sont surnommés (en référence aux fins de matchs ultra tendus finalement gagnés par elles contre la Biélorussie, Israël, la Lituanie, la Grèce et la Russie par deux fois), composée majoritairement de jeunes joueuses, remporte ce titre européen, le deuxième de l'histoire du basket-ball féminin français. Elles terminent invaincues avec neuf victoires et en battant la grande favorite la Russie par deux fois dont une en finale, 57 à 53. Cathy Melain tire donc sa révérence sur un deuxième titre de championne d'Europe, alors qu'elle ne devait même pas y participer deux mois avant.
Au Mondial 2010, alors que l'équipe souffre d'absences majeures, la France accroche la sixième place. Pierre Vincent décrit cependant le match perdu en quart de finale comme son pire souvenir : « On fait une compèt formidable, un dernier match formidable et on se fait « avoir » par les Espagnoles au dernier moment. C'est une grosse frustration, toujours présente.»
De retour à Bourges, il conquiert en 2010-2011 un nouveau titre de champion de France, puis annonce son départ pour le championnat masculin à l'ASVEL. Son bilan à la tête de Bourges est de 320 victoires (78,24 %) pour 89 défaites  en 409 matchs sur huit saisons. Il remporte 204 rencontres de la ligue féminine  pour 39 défaites. En Coupe de France, il obtient 30 succès pour 3 défaites. En Euroligue, il obtient 79 victoires pour 44 défaites. Soit douze trophées remportés : quatre championnats, cinq Coupes, trois Tournois de la Fédération.
Il retrouve en été la sélection française avec deux objectifs lors du championnat d'Europe 2011: le premier est d'obtenir au minimum une place pour le Tournoi préolympique qui se dispute en 2012. Celle-ci est liée à une place parmi les cinq premières équipes de la compétition. Le second est de conserver le titre européen acquis en 2009 est d'obtenir ainsi une qualification directe pour les Jeux olympiques de 2012. La France s'assure une place au tournoi pré-olympique en battant la Lituanie en quart de finale. Les joueuses françaises s'inclinent ensuite face à la Turquie mais obtiennent finalement une médaille de bronze en battant la République tchèque sur le score de 63 à 56.

### ASVEL et équipe de France (2011-2014)
Pierre Vincent rejoint un club où l'objectif est d'abord la qualification pour les playoffs. Il reçoit le renfort de son patron Tony Parker puis de Ronny Turiaf qui font un intérim avec le club pendant le lock-out de la NBA. à leur départ pour la ligue nord-américaine, le bilan de l'ASVEL en championnat est de quatre victoires et quatre défaites. Le club ne parvient pas à se qualifier pour la semaine des AS. Dans les compétitions européennes, l'ASVEL se qualifie pour le Top 16 de l'Eurocoupe mais termine ensuite cette compétition avec un bilan d'une victoire et cinq défaites lors de ce tour. Une douzième place en championnat prive l'ASVEL de playoffs.   
Durant l'été, Pierre Vincent retrouve la sélection féminine. Après avoir obtenu sa qualification pour le tournoi olympique, la sélection française termine invaincue de son groupe lors du premier tour, avec notamment une victoire après prolongation face aux Australiennes. Elle s'impose ensuite face à la République tchèque en quarts de finale, puis face à la Russie pour affronter les joueuses Américaines en finale, finale perdue sur le score de 86 à 50.
À son retour dans son club de l'ASVEL, Pierre Vincent s'avère déçu de la décision de deux jeunes joueurs, Léo Westermann et Kim Tillie, de rejoindre l'étranger, respectivement le Partizan Belgrade et Murcie. En accord le club, il change la politique de recrutement pour prendre des joueurs expérimentés : Amara Sy, Paccelis Morlende, Uche Nsonwu-Amadi et Georgi Joseph. Le club s'appuie aussi sur le jeune français Edwin Jackson qui termine meilleur joueur français du championnat. Le club échoue face à Gravelines Dunkerque en quart de finale de la Leaders Cup 2013, compétition qui prend la succession de la Semaine des As. Durant cette période, il prolonge son contrat au sein de l'ASVEL jusqu'en 2016. Quatrième de la phase régulière du championnat, l'ASVEL élimine Le Mans puis s'incline en deux manches face à Strasbourg.
L'objectif de l'équipe de France lors de sa sixième campagne à sa tête est de remporter le championnat d'Europe 2013 disputé en France. Le début de préparation est un peu compliqué pour l'entraîneur qui doit tenir compte de ses deux fonctions. L'ASVEL étant toujours en compétition, il doit ainsi laisser la direction de l'équipe à son adjointe lors de la rencontre amicale face à l'Italie. Avec un groupe quelque peu renouvelé, en raison de choix personnel ou de reconversion, les Braqueuses, surnom des joueuses françaises, s'imposent facilement lors du premier tour, tout en s'assurant du succès populaire. Après trois nouvelles victoires, les Françaises parviennent à s'imposer face aux Suédoises en quart de finale, puis, bien que menant toute la partie, souffrent en fin de rencontre face à la Turquie pour finalement s'imposer 57 à 49 et rejoindre la finale. Lors de celle-ci, les Françaises s'inclinent face à l'Espagne sur le score de 70 à 69.
Lors du debriefing suivant cette dernière compétition, il fait part aux instances fédérales de sa volonté de ne pas continuer à diriger l'équipe de France malgré un bilan de 99 victoires pour seulement 15 défaites et quatre médailles en cinq ans. En août, la fédération française annonce son remplacement à la tête de l'équipe de France par Valérie Garnier, qui est son assistante depuis deux saisons, et qui lui a succédé à la tête du CJM Bourges .

### Orléans LB (2015-2017)
En février 2015, Pierre Vincent devient entraîneur et directeur technique d'Orléans Loiret Basket, club de première division. Il remplace François Peronnet au poste d'entraîneur. À la fin de la saison, il est prolongé pour trois ans à Orléans. Il est mis à pied par la direction du club début janvier 2017.

### Famila Schio (2017-2021)
Sans club depuis l'hiver , il s'engage en mai 2017 avec le finaliste du championnat d'Italie, Famila Schio où évoluent les internationales françaises Isabelle Yacoubou et Endéné Miyem. Sous la direction de Pierre Vincent, elle est sacrée championne d'Italie avec Schio en 2018 en battant 62-54 Passalacqua Trasporti Ragusa dans le match 5 de la finale des playoffs, après avoir remporté la Supercoupe d'Italie et la coupe d'Italie durant la saison, réalisant la triplé dès la première année. En 2019, il ajoute une nouvelle Supercoupe d'Italie, ainsi qu'un nouveau Scudetto, le championnat d'Italie. 
Lors de la saison 2019-2020, après avoir remporté la Supercoupe d'Italie, la saison s'arrête due à la pandémie du Coronavirus, alors que l'équipe est en tête du championnat.
Lors de la saison 2020-2021, il s'adjuge la Coupe d'Italie aux côtés de l'internationale française Sandrine Gruda.

### ASVEL féminin(2021-2022)
En juin 2021, il est engagé pour diriger l'équipe féminine de l'ASVEL pour remplacer Valéry Demory. En juin 2022, ASVEL se sépare de Vincent.

## Diplômes
- 1989 : CAPEPS université Bordeaux II
- 1990 : BEES 2 de Basket-ball

## Expériences professionnelles
- 1988 - 1990 : responsable du pôle féminin d'Aquitaine
- 1991 - 1993 : CTR Poitou-Charentes
- 1993 - 1998 : CTR coordonnateur Poitou-Charentes et responsable du pôle
- 1994 - 1998 : création du PCBB et entraînement des minimes et cadets (championnat de France)
- 1993 - 1997 : entraîneur du CEP Poitiers en Nationale 3
- 2003 - 2011 : entraîneur de l'équipe féminine de CJM Bourges Basket évoluant en LFB

## Expériences avec les équipes nationales
- 1991 - 1997 : assistant de l'équipe de France cadets
- 1993 : assistant de l'équipe de France militaire médaillée de bronze aux championnats du monde
- 1997 - 1998 : entraîneur national juniors filles
- 1998 - 2002 : entraîneur national juniors garçons (médaille d'or en 2000 aux championnats d'Europe juniors à Zadar, où évoluait dans cette équipe le jeune Tony Parker)
- 2007 : assistant de l'équipe de France féminine senior
- 2008 - 2013 : sélectionneur de l’équipe de France féminine

## Palmarès
Pierre Vincent remporte quatre médailles avec l'équipe de France féminine. Il remporte d'abord le titre de champion d'Europe 2009, puis obtient la médaille de bronze deux ans plus lors de l'édition disputée en 2011 en Pologne.
La saison suivante, il conduit l'équipe de France à la première médaille olympique de son histoire avec l'argent lors des Jeux de Londres.
En 2013, à l'occasion du championnat d'Europe 2013 disputé en France, il parvient à conduire son équipe en finale, avant de s'incliner face à l'Espagne sur le score de 70 à 69.

### Équipe de France

#### Seniors
- Champion d'Europe 2009 à Riga (Lettonie)
- Médaille de bronze au championnat d'Europe 2011[28] en Pologne.
- Médaille d'argent aux Jeux Olympiques 2012 de Londres
- Médaille d'argent au Championnat d'Europe 2013 en France

#### Jeunes
- Médaille d'or au championnat d'Europe des 20 ans et moins 2000

### Club
Son palmarès dans des compétitions nationales est:
- 4 fois Champion de France avec Bourges : 2006, 2008, 2009, 2011
- 3 fois Finaliste du championnat de France de basket-ball : 2004, 2005, 2007
- 5 fois Vainqueur de la Coupe de France : 2005, 2006, 2008, 2009, 2010 ;
- 3 fois Vainqueur du Tournoi de la Fédération : 2006, 2007, 2008 ;
- Finaliste du Tournoi de la Fédération : 2005 ;
- 2 fois Champion d'Italie : 2018, 2019
- 3 fois Vainqueur de la Supercoupe d'Italie: 2018, 2019, 2020
- 2 fois Vainqueur de la Coupe d'Italie: 2018, 2021